# 雅綴
雅綴為日本成人漫画的漫画家。1995年出道、性別、年齢、出身地都未公開、但根據他在官網的發言被認為是男性並且出身於秋田縣。以前在司書房活動、現在以ワニマガジン社為中心活動著。

## 作風
作品主要以人妻熟女系為描寫主題。特徴則是充滿肉感的畫風和多描寫禁忌的性關係。另外最近也會參與正太系合集本、這方面的評價也相當高。

## 活動
到2009年現在、在ワニマガジン社會有不定期的特別收錄的數頁彩色漫畫作品。在商業漫畫外、也會參與同人誌的Comic Market。
另外在自己的官網中、和粉絲的交流也相當熱烈、會依據粉絲的要求而畫插圖並且放在網站上（現在已經不接受要求、而是在自己的部落格上不定期的放上自己的插畫）。
然後作品的《艷母》和《肉嫁》由Milky動畫公司加以OVA化，『艶慾』則由GPミュージアムソフト 動畫公司加以OVA化。

## 餘談
本人所用的電腦是MAC、也喜歡玩電玩。
本人曰「畫什麼都會變成熟女」。從它的作品風格來看、主角都喜歡身為女主角的母親。
另外常會在同人誌中畫有關女人拉屎的場景、依據他的說法並不是喜歡這種東西、而是喜歡女人在拉屎時那種忍耐的表情。

## 作品列表

### 商業誌
- 艶美（雅綴初期短編集）
- 肉嫁
- innocent children
- 艷母
- 續・艶母～兩個人～
- 艶母完全版
- 艶欲

以上全由司書房發行。
- 母の哭く家　ワニマガジン社

也有他在合集本上的作品
- 好色少年のススメ 2（歡迎正太娃娃們）茜新社刊
- 好色少年のススメ 4（堕落少年）茜新社刊
- 水氣Special 司書房刊
- 和大姐姐一起SP 司書房刊
- 人妻豪華版 司書房刊

### 同人誌
- 雅綴塗鴉集 1997年冬コミ
- ESP隸奴 1998年夏コミ
- 妄想樂描綴mini 1999年夏コミ
- 妄想樂描綴 1999年夏コミ
- 亮受 2000年夏コミ
- 微笑牝豹 2001年冬コミ
- 叶姐妹～美肉的競宴～ 2002年夏コミ
- 姐姐 2002年夏コミ
- 艶姿白豚姫 2003年夏コミ
- 安奴的日記 2004年夏コミ
- 綱手裸婦 2005年冬コミ
- Merit 2006年 夏コミ 冬コミ
- 男に生まれて母親とSEXしないなんて人生半分損してる。2010年冬コミ

- ヒカルの母
- <<ヒカルの碁>> アキラ受
- エロマンガ島でつかまえて　2010年夏コミ

## 外部連結
- 自己満足官網 （页面存档备份，存于）